# Provincia de Quảng Ngãi
La provincia de Quang Nagai se encuentra situada en el centro-sur de Vietnam, en las costas del mar de China. Su capital es la ciudad del mismo nombre.
Cuenta con una zona industrial junto a su capital y la industria turística aumentó tras el llamado boon turístico. Sus principales destinos son:
- Ba To garden.
- Quang Ngai square. (Pham Van Dong street)
- Río Tra Khuc.
- Puerto de Tam Thuong.
- Montañas de Thien But.

Durante la guerra de Vietnam fue una de las 11 provincias del antiguo Vietnam del Sur que más presencia norteamericana tuvo (era la más meridional de la llamada Zona Táctica del I Cuerpo. Así mismo fue tristemente famosa por producirse en ella la Matanza de My Lai.
- Datos: Q33304
- Multimedia: Quang Ngai / Q33304